# Messier 94
Messier 94  [mesjé štíriindevétdeset] (znana tudi kot M94 ali NGC 4736), je spiralna galaksija brez prečke v ozvezdju Lovskih psov. Njen navidezni sij je 9,1m. Od Sonca je oddaljena približno 4,9 milijone parsekov, oziroma 15,98 milijonov svetlobnih let.
Galaksijo je odkril Pierre-François-André Méchain 22. marca 1781, katalogiziral pa dva dni kasneje Charles Messier. Čeprav jo nekateri viri označujejo kot prečkasto, je njena zgradba bolj ovalne oblike. Galaksija je znana tudi po dveh obročih.